# كأس العالم للرجبي للسيدات 1998
كأس العالم للرجبي للسيدات 1998 (بالإنجليزية: 1998 Women's Rugby World Cup)‏ هو الموسم 3 من  كأس العالم للرجبي للسيدات. أقيم في 1998، وأقيم خلال الفترة 1 مايو 1998، وحتى 16 مايو 1998، وبمشاركة  16 فريقاً، وفاز فيه منتخب نيوزيلندا الوطني لاتحاد الرغبي للسيدات.